# Epic Rap Battles of History
Epic Rap Battles of History, förkortat ERB eller ERBoH, är en Youtubekanal skapad av Peter Shukoff (även känd som Nice Peter) och Lloyd Ahlquist (EpicLLOYD). 
Serien kretsar kring kända historiska personer, verkliga eller fiktiva, som ställs mot varandra och gör upp i en så kallad rap battle. 
I de tidiga avsnitten medverkade enbart serieskaparna själva, men senare episoder har haft många gästframträdanden från andra internetkändisar såsom Lisa Donovan, Timothy DeLaGhetto, George Watsky, DeStorm Power, Jesse Wellens, Jenna Marbles, Rhett and Link och PewDiePie. Även andra kändisar, som exempelvis Snoop Dogg och "Weird Al" Yankovic har uppträtt i serien.
I juni 2014 var kanalen den 15:e mest prenumererade på YouTube med över 10 miljoner prenumeranter och över en miljard visningar.